# Anna Goldman
Anna Goldman, również Anna Goldmann, Anna Goldmanówna (ur. 1898 w Lublinie, zm. 11 października 1988 w Warszawie) – polska nauczycielka.

## Życiorys

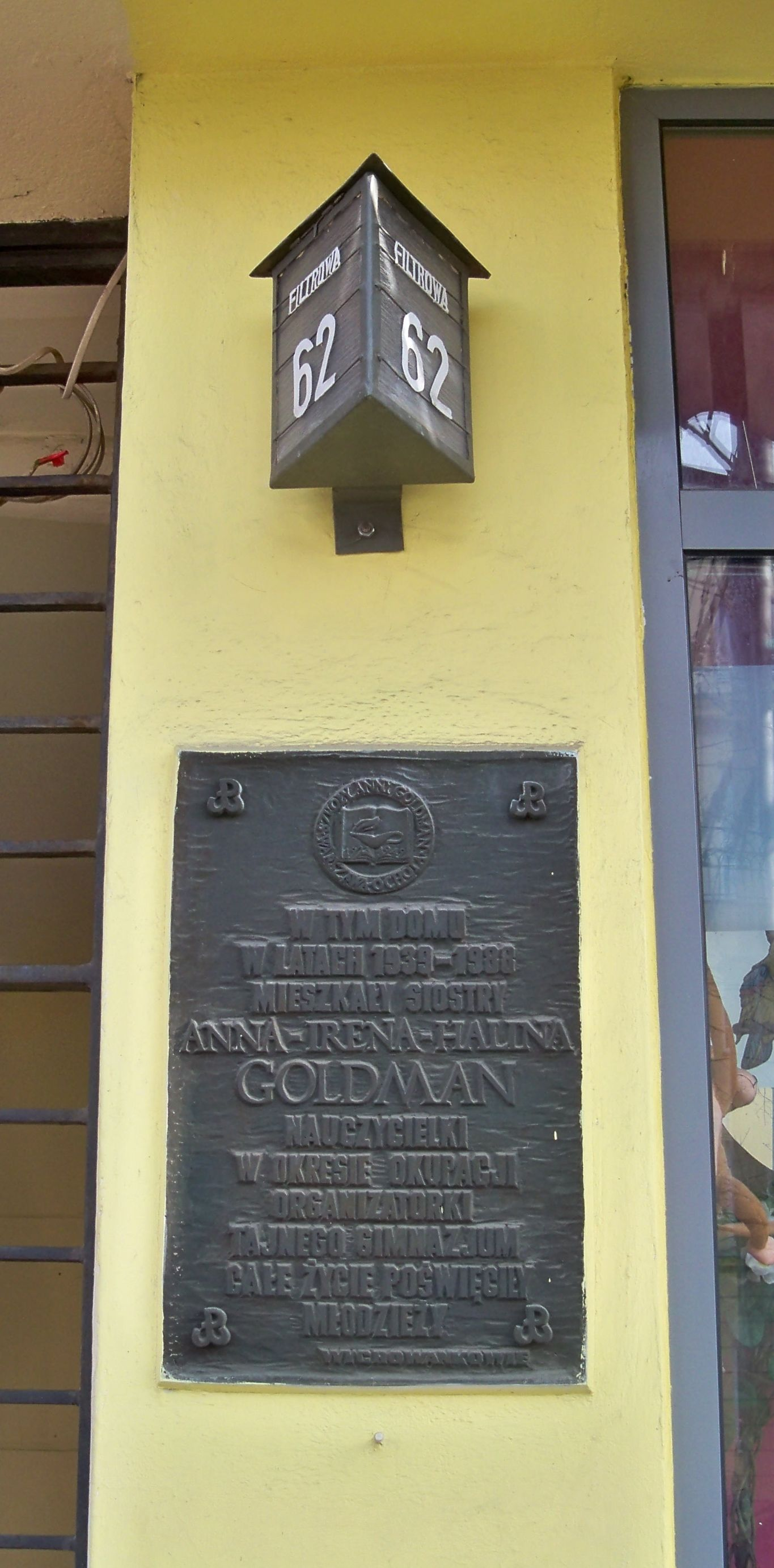
Tablica sióstr Goldman

Była córką nauczyciela Tadeusza Goldmana i Karoliny z Kowalczewskich, wieloletnich wychowawców młodzieży w Lublinie, a potem w Warszawie. Tadeusz Goldman był organizatorem pierwszej bursy szkolnej dla ubogich wiejskich dzieci w Lublinie. 
W 1924 założyła Prywatną Koedukacyjną Szkołę Powszechną przy ul. Nowogrodzkiej 50/54 w Warszawie. Od 1934 szkoła mieściła się przy ul. Prezydenckiej 14, a od 1939 przy ul. Mianowskiego 15. Anna uczyła arytmetyki, w szkole uczyły również jej dwie siostry: Irena (1903–1969) języka polskiego i Halina (1906–1978) przyrody, matka uczyła robót ręcznych, a jej brat Jan sprawował opiekę lekarską nad uczniami. W czasie II wojny światowej szkoła działała pod różnymi adresami jako szkoła zawodowa, prowadząc tajne komplety, realizując program gimnazjum i liceum. Uczyli się w niej m.in. uczniowie z I Państwowego Gimnazjum i Liceum im. Stefana Batorego i Gimnazjum im. Juliusza Słowackiego. Nauczycielami byli m.in. Roman Beranek, Mieczysław Rybarski. Po upadku powstania warszawskiego i wyjściu z Pruszkowa zorganiazowała tajne komlety w Komorowie. W marcu 1945 szkoła zaczęła działać w Warszawie, od września 1946 przy ul. Filtrowej 60 jako Nasza Szkoła - Spółdzielnia Pracy Nauczycielskiej, w 1952 szkoła została zlikwidowana, a nauczyciele przeniesieni do innych szkół.

## Ordery i odznaczenia
- Krzyż Kawalerski Orderu Odrodzenia Polski (1974)[2]

## Upamiętnienie
Na fasadzie budynku przy ulicy Filtrowej 62 odsłonięto tablicę pamiątkową, na której znajduje się napis:
„W tym domu w latach 1939–1988 mieszkały siostry Anna, Irena, Halina Goldmann. Nauczycielki w okresie okupacji organizatorki Tajnego Gimnazjum. Całe życie poświęciły młodzieży. Wychowankowie”. Tablicę ufundowali wychowankowie, zrzeszeni obecnie w Stowarzyszeniu Wychowanków Gimnazjum i Liceum im. Stefana Batorego.